# ルノー3世 (ブルゴーニュ伯)
ルノー3世（フランス語：Renaud III, 1087年ごろ - 1148年）は、ブルゴーニュ伯（在位：1127年 - 1148年）。ブルゴーニュ伯エティエンヌ1世とベアトリス・ド・ロレーヌの息子。1102年の父の死後より弟ギヨームとともにマコン伯であった。

## 生涯
ルノーは神聖ローマ皇帝ロタール3世からの独立を宣言したが、ローマ王コンラート3世に敗北し、ジュラ山脈東側の全ての領土を放棄させられた。フランシュ＝コンテの名はルノーの肩書きである「franc-compte」（自由伯の意）が語源である。
1130年ごろ、ルノーはロレーヌ公シモン1世の娘アガタと結婚した。2人の間には1女ベアトリスが生まれた。
1148年、ルノーはフランス国内を旅行中に複数の病を患った。ルノーは突然に死去したため、伯位の継承者である若年の娘ベアトリスの摂政を任命することもできなかった。